# Llista de banderes de Letònia
Aquesta és una llista que conté les diferents banderes que s'utilitzen o s'han utilitzat a la República de Letònia.

## Bandera nacional i de l'Estat
| Bandera                     | Data                    | Ús                         | Descripció |
| --------------------------- | ----------------------- | -------------------------- | --- |
| Bandera nacional de Letònia | 1918—1940 1990–avui dia | Bandera de l'Estat i civil | Camp vermell carmí travessat pel centre d'una franja horitzontal blanca més estreta. Dimensions: 10 horitzontal i 2:1:2 vertical. Proporció 1:2. |

### Propostes
| Bandera                       | Data | Ús                           | Descripció |
| ----------------------------- | ---- | ---------------------------- | --- |
| Bandera de Letònia (proposta) |      | Proposta de bandera nacional | Camp blanc amb l'actual bandera nacional formant una creu nòrdica, el que dona l'aspecte d'una creu blanca fimbriada en vermell carmí. Proposta de disseny nòrdic per substituir la bandera nacional. |

### Històriques
| Bandera                                             | Data      | Ús                                                                              | Descripció |
| --------------------------------------------------- | --------- | ------------------------------------------------------------------------------- | --- |
| Bandera de l'RSS de Letònia                         | 1953-1990 | República Socialista Soviètica de Letònia.                                      | Sobre un camp vermell, un estel buida de cinc puntes, una falç i un martell grocs al quarter, i al vol una banda d'ones de blau i blanc tocant el marge inferior.                                                                             |
| Bandera de l'RSS de Letònia                         | 1940–1953 | República Socialista Soviètica de Letònia.                                      | Camp vermell carregat al quarter amb la falç i el martell sota les sigles LPSR per Latvijas Sociālistiskā Padomju Republika en groc. |
| Bandera de la Comuna dels Treballadors d'Estònia    | 1918–1920 | Comuna dels Treballadors d'Estònia                                              | Camp vermell carregat al quarter amb les sigles LPSR per Latvijas Sociālistiskā Padomju Republika en groc. |
| Bandera de l'Iskolat                                | 1917-1918 | Comitè Executiu del Soviet d'Obrers, Soldats i Camperols sense terra de Letònia | Tres franges horitzontals d'igual amplada vermella, blanca i vermella amb un estel vermell centrat a la franja blanca. |
| Bandera del Ducat Bàltic Unit                       | 1918      | Ducat Bàltic Unit també conegut com a Gran Ducat de Livònia.                    | Camp blanc amb una creu nòrdica en negre. |
| Bandera de la Gubèrnia de Curlàndia                 | 1795–1918 | Governació de Curlàndia                                                         | Tres franges horitzontals de colors verd, blau i blanc. |
| Bandera de la Gubèrnia de Livònia                   | 1796-1918 | Gubèrnia de Livònia                                                             | Tres franges horitzontals de colors vermell, verd i blanc. |
| Bandera del Regne de Livònia                        | 1570-1578 | Regne de Livònia                                                                | Camp blau cel amb una creu nòrdica en blanc. |
| Bandera del Ducat de Curlàndia i Semigàlia          | 1562–1795 | Ducat de Curlàndia i Semigàlia                                                  | Dues franges horitzontals d'igual amplada sent vermella la superior i blanca la inferior. Proporció 1:2. |
| Bandera marítima del Ducat de Curlàndia i Semigàlia | 1650–1680 | Bandera marítima del Ducat de Curlàndia i Semigàlia                             | Camp vermell amb la figura d'un cranc en negre. Utilitzada durant el regnat del duc Jacob Kettler. Proporció 1:2. |
| Bandera civil del Ducat de Curlàndia i Semigàlia    | 1562–1795 | Bandera mercant del Ducat de Curlàndia i Semigàlia                              | Dividida en dues parts: la primera part (1/3 de la llargada) està dividida en quatre quadrats d'igual mida: vermell i blanc; la segona part (2/3) també dividida en dues meitats d'igual mida amb els colors contracanviats. Proporcions 1:2. |

## Governamentals
| Bandera                                        | Data                    | Ús                   | Descripció |
| ---------------------------------------------- | ----------------------- | -------------------- | --- |
|                                                | 1923-1940 1995–avui dia | Presidencial         | Camp blanc amb una creu al centre formada per la bandera nacional, al centre de la creu carrega el gran escut del país. |
| Bandera del President del Parlament de Letònia | 1995–avui dia           | President del Saeima | Mateix disseny que la bandera presidencial però amb el gran escut carregat al segon quarter.                            |
| Bandera del Primer ministre de Letònia         | 1995–avui dia           | Primer Ministre      | Mateix disseny que la bandera presidencial però amb el gran escut carregat al primer quarter.                           |
| Bandera del Ministeri de Defensa de Letònia    | 2002–avui dia           | Ministre de Defensa  | |

## Minories
| Bandera                                   | Data          | Ús                                                  | Descripció |
| ----------------------------------------- | ------------- | --------------------------------------------------- | --- |
| Bandera dels alemanys bàltics             | 1918–avui dia | Alemanys bàltics                                    | Dividida horitzontalment en dues meitats, sent blau cel la superior i blanca la inferior. |
| Bandera de Letgàlia                       | 2010–avui dia | Letgàlia                                            | Mateix disseny que la bandera nacional letona però de colors blau marí i blanc. proporció 1:2. |
| Bandera dels Livonians                    | 1923-avui dia | Livonians                                           | Mateix disseny que la bandera nacional letona però amb la franja superior de color verd (simbolitzant els boscos) i la inferior blava (simbolitzant l'oceà). L'estreta franja blanca simbolitza la línia de costa entre ambdues. S'utilitzà per primer cop per la Societat Livoniana (Līvõd Īt) el 18 de novembre de 1923. proporció 1:2. |
| Bandera dels Selonians                    | 1999-avui dia | Selonians                                           | El 1999, el Congrés Selonians a Viesite va adoptar una bandera que va ser aprovada per la Comissió Heràldica de Letònia. La bandera segueix el model letó però la franja inferior és verda. Proporció 1:2. |
| Bandera no oficial dels russos de Letònia | 2005          | Bandera de la no ciutadania de Letònia (no oficial) | Mateix disseny que la bandera nacional però de color violeta per la coberta dels passaports dels ciutadans que viuen a l'estat però no gaudeixen de la ciutadania letona. L'ús com a símbol comú de la comunitat russa de Letònia ha estat poc utilitzat.                                                                                 |

## Banderes militars
| Bandera | Data                    | Ús                                   | Descripció                                                          |
| ------- | ----------------------- | ------------------------------------ | ------------------------------------------------------------------- |
|         | 1991–avui dia 1919—1940 | Bandera naval                        |                                                                     |
|         | 1991–avui dia 1919—1940 | Bandera de proa                      |                                                                     |
|         | ?                       | Bandera de CinC de l'Armada          | Igual que la bandera naval, però amb la bandera de proa al quarter. |
|         | ?—avui dia              | Bandera de CinC de les Forces Navals | Igual que la bandera naval, però amb la bandera de proa al quarter. |
|         | ?—avui dia              | Bandera de Flotilla Almirall.        |                                                                     |
|         | ?—avui dia              | Bandera del contraalmirall           |                                                                     |
|         | ?—avui dia              | Guàrdia de fronteres                 |                                                                     |

## Pendons militars
| Bandera | Data      | Ús                             | Descripció |
| ------- | --------- | ------------------------------ | ---------- |
|         | ?—Present | Pendó de Comandant de Flotilla |            |
|         | ?—Present | Pendó del Comandant d'Esquadró |            |
|         | ?—Present | Pendó de Comandant de Divisió  |            |
|         | ?—Present | Pendó de vaixell de guerra     |            |

## Partits polítics
| Bandera                                | Data          | Ús                                      | Descripció |
| -------------------------------------- | ------------- | --------------------------------------- | --- |
| Bandera de l'Aliança Nacional Justícia | 2003-avui dia | Aliança Nacional Justícia               | Camp vermell carmí amb un rombe blanc al centre carregat amb quatre banderes nacionals seguint la forma del rombe.      |
| Bandera del Partit de Letgàlia         | 2010-avui dia | Partit de Letgàlia (bandera no oficial) | Utilitza la bandera de la regió històrica i cultural de Letgàlia amb una versió de l'escut històric carregat al centre. |
| Bandera del Partit Verd de Letònia     | 1990-avui dia | Partit Verd de Letònia                  | Mateix disseny que la bandera nacional però en color verd i blanc.                                                      |

### Històrics
| Bandera                                 | Data      | Ús                                 | Descripció |
| --------------------------------------- | --------- | ---------------------------------- | --- |
| Bandera de Tot per Letònia              | 2006-2011 | Tot per Letònia!                   | Camp vermell carmí amb el logotip i el nom del partit en blanc. |
| Bandera del Partit Comunista de Letònia | 1946–1949 | Partit Comunista de Letònia        | Bandera vermella amb la inscripció "VISU ZEMJU PROLETĀRIESI SAVIENOJIETIES!" i un estel de cinc puntes amb la flaç i el martell dins.                                                        |
| Bandera del Partit Verd de Letònia      | 1933-1941 | Ugunskrusts i després Pērkonkrusts | Camp vermell carmí amb una creu crosslet blanca (quatre creus llatines situades en angle recte, amb les puntes senyalant el nord, el sud, l'est i l'oest) i sobreposada una esvàstica groga. |